# یواس‌اس پلنویو (ای‌جی-یی‌ایچ-۱)
یواس‌اس پلنویو (ای‌جی-یی‌ایچ-۱) (به انگلیسی: USS Plainview (AGEH-1)) یک کشتی بود که طول آن ۲۲۰ فوت ۶ اینچ (۶۷٫۲۱ متر) بود. این کشتی در سال ۱۹۶۵ ساخته شد.